# Iglesia de San Bartolomé (Ròtova)
La iglesia parroquial de San Bartolomé es un templo católico del municipio de Rótova (La Safor), es una obra del siglo XVIII, aunque la construcción primitiva es del siglo XVI : La última rehabilitación se hizo a comienzos de siglo XX. Desde un punto de vista arquitectónico es de estilo neoclásico y fue declarada Bien de Relevancia Local el 11 de junio de 1998.
Aruitectònicamente, la iglesia de Rótova presenta una planta rectangular con tres naves y cabecera plana. El techo de la nave central muestra bóveda de cañón con lunetas sobre arcos de medio punto soportados por pilastras. Todo el conjunto está reforzado por una cornisa que recorre la nave de la iglesia.
Se encuentra dividida en cuatro tramos por capillas laterales entre los contrafuertes; cada capilla lateral tiene una entrada con pilastras de orden dórico que sostienen un arco de medio punto; todas ellas se cubren con una bóveda de cañón.

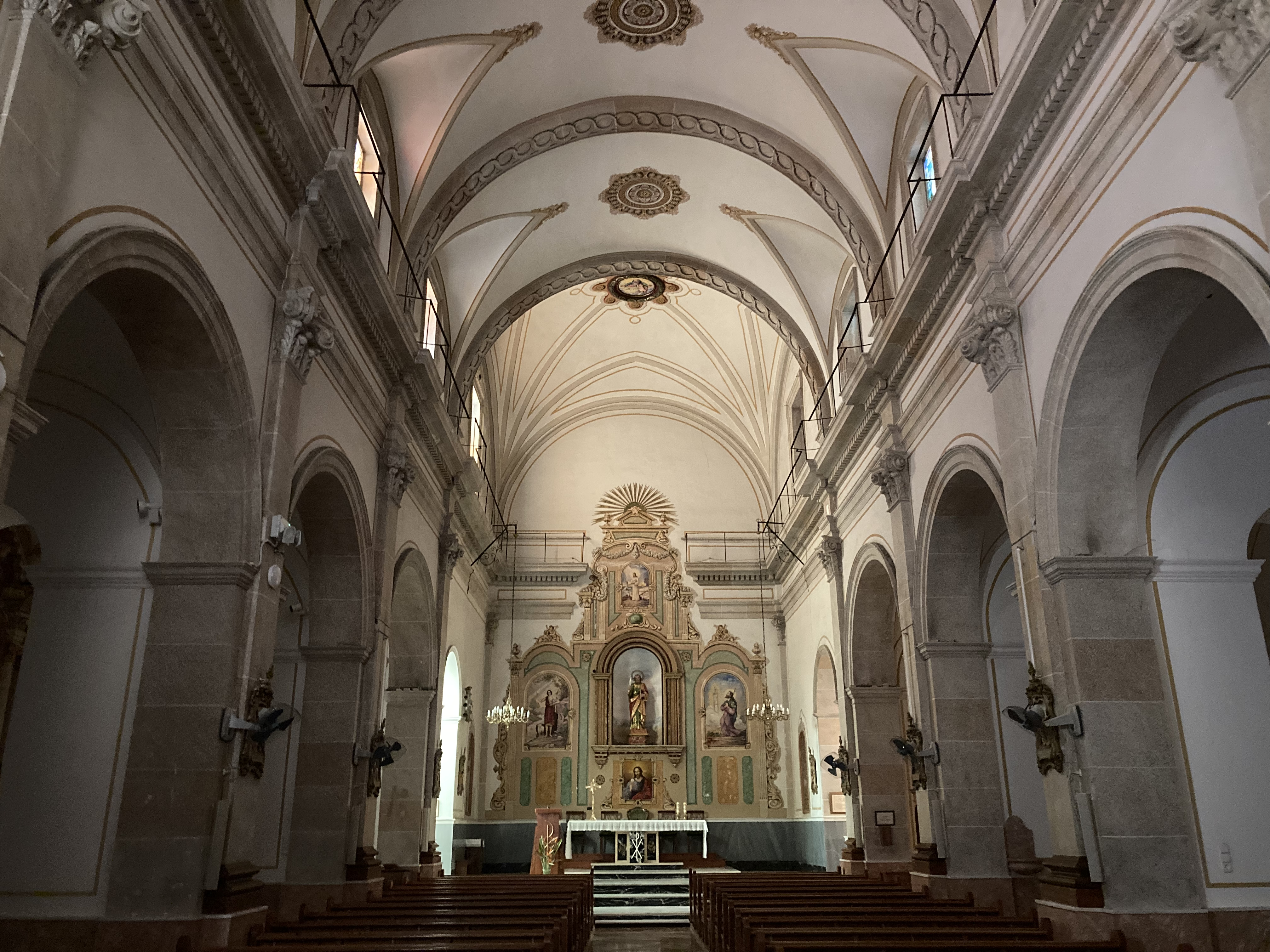
Interior

El presbiterio se encuentra en la cabecera plana donde se representa la imagen de San Bartolomé en el retablo pintado al fresco simulando el estilo neoclásico, donde se representa al Buen Pastor, San Juan Bautista y la aparición de la Virgen María a Santiago Apóstol. Su lateral izquierdo da a la sacristía.
A la derecha se encuentra la capilla de la Virgen de la Salud, del año 1901. Es de planta rectangular y está cubierta por una bóveda de cañón con arcos fajones decorados con pan de oro. Al fondo aparece la Virgen María en un retablo, realizado en la posguerra civil, de estilo neoclássico hecho de madera policromada simulando mármol. La imagen de la Virgen María es de la segunda mitad del siglo XVIII y fue donada por los frailes del Monasterio de San Jerónimo de Cotalba a raíz de su exclaustración y de la ley desamortizadora de Mendizábal. Durante la guerra civil la imagen pudo salvarse al ser escondida dentro de una pared por una vecina del pueblo.
Las advocaciones que representa cada capilla se extienden desde la puerta principal hasta el altar por la izquierda con el siguiente orden: San Luis de Gonzaga, la Inmaculada Concepción, el Sagrado corazón y la Virgen de los Dolores con Cristo acostado. Por la otra parte encontramos La Divina Aurora, San José y Cristo de la Fe.
La decoración del templo, realizada a lo largo del siglo XX, se caracteriza por la sencillez y la mezcla de estilos, como el neoclásico y el barroco de los retablos de las capillas. Al pie de la nave hay un rosetón con la imagen de san Bartolomé y El Salvador, en la ventana de tarjeta de la entrada principal. Otras vidrieras muestran el beato Andreu Hibernon, san Isidro, san José, san Jerónimo, san Matias, la Sagrada Familia, el Venerable Miguel López de Grez, san Vicente y la Virgen de la Salud.
El exterior del templo está realizado con mampostería, sillares, baldosa y mortero de cal. La fachada principal muestra un estilo de líneas clasicistas, está construida a dos aguas, mientras a los lados se alzan los contrafuertes hechos con baldosas a caravista y mampostería. En la fachada aparece un zócalo de sillares de piedra; de lado a lado se divide en tres pilastras de sillares; De la parte izquierda nace el campanario; en el centro está la puerta, hecha con sillares de piedra y cubierta por dos pilastras dóricas que soportan un arco de medio punto; en lo alto de la puerta hay un ojo de buey de grandes dimensiones y la parte derecha es toda lisa.
El campanario se compone de cuatro cuerpos separados por cornisas sencillas; en los diferentes cuerpos se abren ventanas enmarcadas con pilastras dóricas y arcos de medio punto.
La puerta lateral del lado de la Epístola es un arco de medio punto con dovelas de piedra, perteneciente a la antigua puerta principal del siglo XVI.
Hacia 1279 se hace la primera mención de la existencia de una parroquia de la baronía de Palma de Gandía que tenía una capilla en Ròtova.
En 1390 la dirección de las parroquias de Palma, que abarcaba los pueblos del término general de la baronía, fueron confiadas a la recién llegada comunidad de monjes de San Jerónimo de Cotalba.
El 30 de octubre de 1534 la capilla local de Ròtova se establece en parroquia independiente de Palma, bajo la jurisdicción del prior de monasterio de San Jerónimo de Cotalba.
En 1585 la iglesia y la parroquia de Rótova pasaron a la jurisdicción directa del arzobispo, el patriarca Juan de Ribera, y poco después fue nombrado párroco, con los anexos de Alfauir, Castellonet y Almiserà, Miguel López de Grez. Ese mismo año, se pone en marcha la obra del primer edificio que sustituirá a la pequeña capilla. De esa primera construcción queda la puerta principal de la iglesia que cierra la actual entrada lateral de la calle Abadía. Las obras duraron hasta 1590.

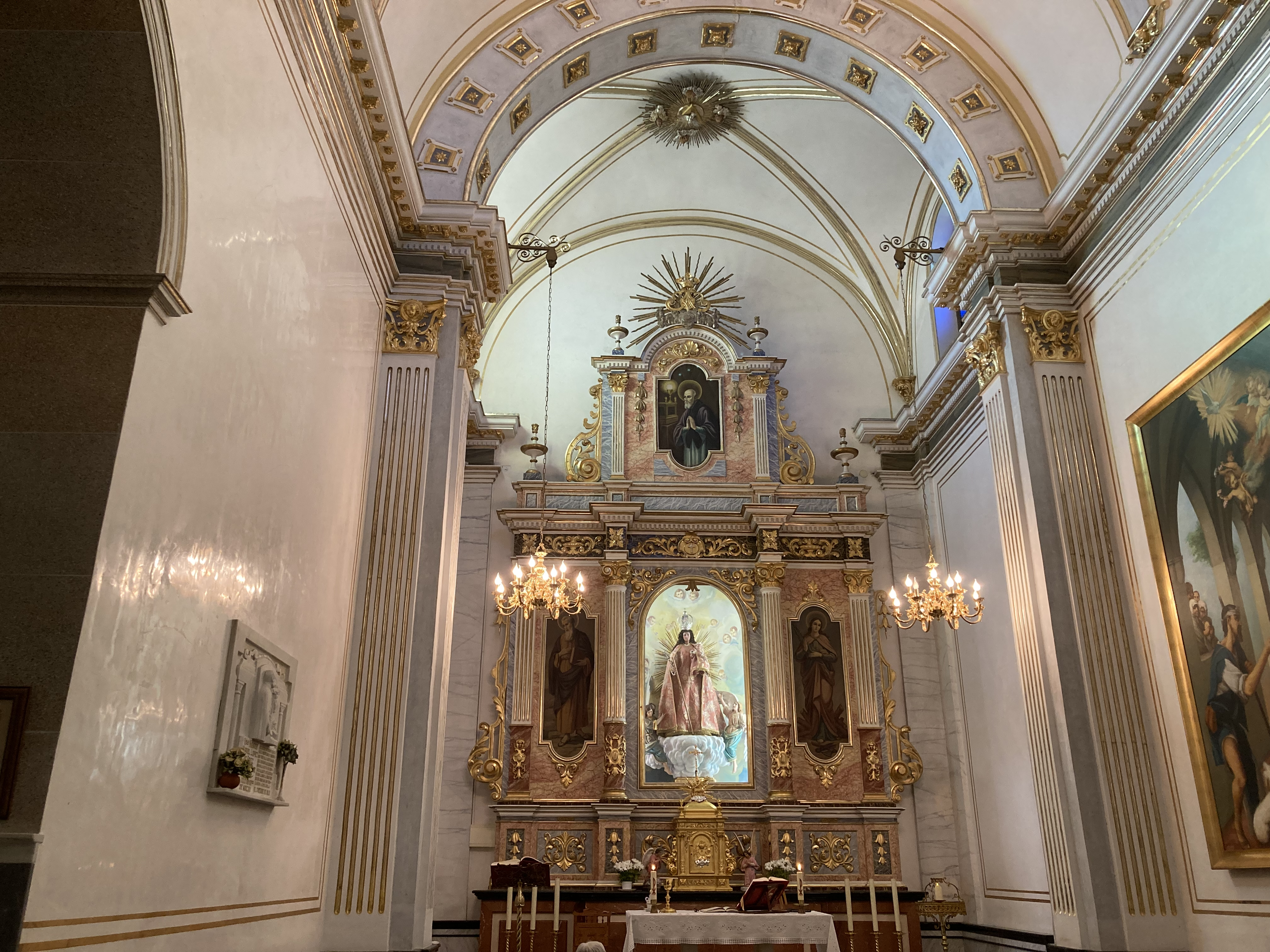
Capilla de la Virgen de la Salud

En 1642 se bautizaron campanas, y en 1653 se fabricó el nuevo tabernáculo de la Virgen del Rosario. Poco después, en 1656, se hizo el altar para el cuadro de la Virgen de la Salud, donación que hizo el venerable poco antes de su muerte.
Con el crecimiento demográfico del siglo XVIII se iniciaron las obras de la nueva iglesia, que finalizaron en 1797.
Las obras más relevantes que acaban de configurar el edificio actual se iniciaron a finales del siglo XIX y se prolongaron hasta el primer tercio del siglo XX.
El 1 de noviembre de 1897 el párroco Vicent Lloret colocaba la primera piedra de la nueva capilla de la Virgen de la Salud y las obras finalizaron en 1901.
Con la llegada del nuevo párroco Trinitario Vidal en 1903, se decidió emprender las obras de reconstrucción y ampliación de la iglesia parroquial en 1904 y se alargaron hasta 1913 cuando fueron bendecidas por el abad de la Colegiata de Gandía Josep Bueno Martínez.